# Jochen Schöps
Jochen Schöps est un joueur allemand de volley-ball né le 8 octobre 1983 à Villingen-Schwenningen (arrondissement de Forêt-Noire-Baar). Il mesure 2,00 m et joue attaquant. Il totalise 318 sélections en équipe d'Allemagne.

## Clubs
| Club                | De        | À         |
| ------------------- | --------- | --------- |
| VfB Friedrichshafen | 2003-2004 | 2006-2007 |
| Iskra Odintsovo     | 2007-2008 | 2011-2012 |
| Resovia Rzeszów     | 2012-2013 | ...       |

## Palmarès
- Ligue européenne (1)
  - Vainqueur : 2009
- Ligue des champions (1)
  - Vainqueur : 2007
- Coupe de la CEV
  - Finaliste : 2010
- Championnat de Pologne (1)
  - Vainqueur : 2013
- Championnat de Russie
  - Finaliste : 2008
- Championnat d'Allemagne (3)
  - Vainqueur : 2005, 2006, 2007
  - Finaliste : 2004
- Coupe d'Allemagne (4)
  - Vainqueur : 2004, 2005, 2006, 2007
- Coupe de Pologne (1)
  - Vainqueur : 2013